# Beijing XDS-Innova Cycling Team/Saison 2016
Dieser Artikel listet Erfolge und Fahrer des Radsportteams Beijing XDS-Innova Cycling Team in der Saison 2016 auf.

## Nationale Straßen-Radsportmeister
| Datum    | Rennen                                      | Sieger              |
| -------- | ------------------------------------------- | ------------------- |
| 27. Juni | Usbekische Meisterschaft – Einzelzeitfahren | Murodjon Xolmurodov |

## Zugänge – Abgänge
| Zugänge                             | Team 2015                         | Abgänge                              | Team 2016                            |
| ----------------------------------- | --------------------------------- | ------------------------------------ | ------------------------------------ |
| Sergey Medvedev (ab 8. August)      |                                   | Nikita Abramov                       | Unbekannt                            |
| Dilmurdjon Siddikov (ab 22. August) |                                   | Wang Zhen                            | China Continental Team of Gansu Bank |
| Dong Yun Xuan                       | Jilun Shakeland Cycling Team      | Yang Liang                           | Unbekannt                            |
| Wang Zhi Peng                       |                                   | Gao Zi Guang                         | Unbekannt                            |
| Dostonbek Ollamov (ab 8. August)    |                                   | Zhang Da Feng                        | Unbekannt                            |
| Wang Xiao Dong                      |                                   | Deng Qiang                           | Unbekannt                            |
| Qin Kun                             | Jilun Shakeland Cycling Team      | Zhou Dong                            | Unbekannt                            |
| Zhang Lu Peng                       | Giant-Champion System Pro Cycling | Murodjon Xolmurodov (bis 11. August) | Unbekannt                            |
| Li Chun Zhi                         |                                   | Jakhongir Darmonov (bis 11. August)  | Unbekannt                            |
| Zhang Lin Sen                       |                                   |                                      |                                      |
| Sun Zhengshuai (ab 15. August)      |                                   |                                      |                                      |

## Mannschaft
| Name                | Geburtstag         | Nationalität        |
| ------------------- | ------------------ | ------------------- |
| Yusup Abrekov       | 18. September 1985 | Usbekistan          |
| Abdullojon Akparov  | 28. Dezember 1990  | Usbekistan          |
| Dong Yun Xuan       | 28. März 1992      | Volksrepublik China |
| Gleb Gorbachev      | 5. April 1991      | Usbekistan          |
| Li Chun Zhi         | 14. Juni 1995      | Volksrepublik China |
| Li Shan             | 23. Januar 1996    | Volksrepublik China |
| Sergey Medvedev     | 14. Januar 1995    | Usbekistan          |
| Dostonbek Ollamov   | 10. Oktober 1997   | Usbekistan          |
| Dilmurdjon Siddikov | 23. August 1997    | Usbekistan          |
| Sun Zhengshuai      | 22. Dezember 1996  | Volksrepublik China |
| Akramjon Sunnatov   | 26. November 1996  | Usbekistan          |
| Qin Kun             | 5. November 1995   | Volksrepublik China |
| Wang Xiao Dong      | 1. Juni 1996       | Volksrepublik China |
| Wang Zhi Peng       | 25. November 1997  | Volksrepublik China |
| Zhang Lin Sen       | 21. September 1996 | Volksrepublik China |
| Zhang Lu Peng       | 15. April 1996     | Volksrepublik China |